# زنا با محارم پنهان
زنا با محارم پنهان (به انگلیسی: Covert incest) که به نام زنا با محارم عاطفی (به انگلیسی: emotional incest) نیز شناخته می‌شود، نوعی سوء استفاده است که در آن والدین به دنبال حمایت عاطفی از فرزند خود هستند که به‌طور معمول توسط یک بزرگتر به او ارائه می‌شود، متوسل می‌شوند. تصور می‌شود که تأثیرات «زنا با محارم پنهان» بر روی کودکان در بزرگسالی شبیه زنا با محارم واقعی است، هرچند تا حدی کمتر. این اصطلاح تعاملاتی را بین والد و فرزند توصیف می‌کند که خود از سوء استفاده جنسی مستثنی هستند.

## مفهوم
در دهه ۱۹۸۰، زنای با محارم پنهان به عنوان یک رابطه سوءاستفاده‌آمیز عاطفی یا آزار روانی میان فرد والدینی و کودک تعریف شد که شامل زنا با محارم یا آمیزش جنسی نمی‌شود، اما دینامیک‌های بین‌فردی مشابه با یک رابطه میان شرکای جنسی دارد. تعریف اینگونه روابط به عنوان «زنای با محارم پنهان» منجر به انتقاداتی از این مفهوم شده‌است؛ زیرا تعریف اصطلاح «زنای با محارم» را به‌طور قابل توجهی گسترده‌تر کرده‌است و باعث می‌شود کودک آزاری بیشتر از آنچه که هست رایج تر به نظر برسد و بیش از حد مورد استفاده قرار گیرد و اثبات نشده باشد.
زنا با محارم پنهان، زمانی اتفاق می‌افتد که والدین قادر یا مایل به حفظ رابطه با بزرگسالان دیگر نیستند و به جای آن نقش عاطفی همسر را به فرزند خود تحمیل می‌کنند. نیازهای کودک نادیده گرفته می‌شود و به جای آن رابطه تنها برای برآورده کردن نیازهای والدین وجود دارد و این بزرگسال ممکن است از مشکلات ایجاد شده توسط اقدامات خود آگاه نباشد.
تصور می‌شود که تأثیر زنا با محارم پنهان، اگرچه به میزان کمتری، از زنا با محارم واقعی تقلید می‌کند. کنت آدامز، که ابداع کننده این مفهوم بود، قربانیان را به عنوان افرادی توصیف می‌کند که خشم یا احساس گناه نسبت به والدین دارند و مشکلاتی در خصوص عزت نفس، اعتیاد، صمیمیت جنسی و عاطفی دارند.
رونی ویسبرگ روس، روان‌درمانگر، اشاره کرده‌است که این اصطلاح ممکن است به‌طور خاص مفید نباشد، زیرا ممکن است منجر به نسبت دادن تقریباً هر نوع رابطه نامناسب یا مشکل دار باشد و به یک «تشخیص جامع و ضعیف» تبدیل شود.
رونی روس، همچنین از این اصطلاح به دلیل تأکید بر برآوردن نیازهای برآورده نشده والدین توسط کودکان انتقاد می‌کند و خاطرنشان می‌کند که کودکان اغلب نیازهای عاطفی یا سایر نیازهای والدین را برآورده می‌کنند، و مرزهای رابطه به‌طور مداوم مبهم می‌شوند و هیچ تعریفی از اینکه این مسئله چه زمانی منجر به آسیب یا آسیب دائمی می‌شود وجود ندارد.
ماریون وودمن، روان‌شناسی تحلیلی، زنا با محارم پنهان را به عنوان «پیوند نامحدود» توصیف می‌کند که در آن والد یا والدین از کودک به عنوان آینه‌ای برای برآوردن نیازهای خود استفاده می‌کنند به‌جای اینکه آینه کودک برای حمایت از رشد عاطفی‌شان باشند.

## عوامل تشدید کننده
زنا با محارم پنهان، در خانواده‌هایی با سوء مصرف مواد مخدر و بیماران روانی (یا روانشناختی) یا در خانواده‌های مهاجر که کودک نقش ارتباطی بین خانواده و جهان بیرون را ایفا می‌کند شایع تر است. این وضعیت‌ها ممکن است منجر به تغییرات عمیق در تعاملات خانوادگی و نزدیکی‌های عاطفی شود.
زن (شوهری) که خشونت را تجربه می‌کند، ممکن است از شوهر (همسر) ترس داشته باشد یا به نیازهای اساسی (در رابطه زن و شوهر) توجه نشود. در واقع همسری که در موقعیت بدتر قرار دارد، ممکن است به دلیل ترس یا ترسیدن از همسر خود یا به دلیل از بین رفتن توانایی همسر دیگر در تأمین نیازهای اساسی (مانند حمایت، عشق و احترام) به عنوان یک همسر، مشکلاتی را تجربه کند. درواقع خشونت خانگی می‌تواند منجر به تغییرات غیرسالم در دینامیک و روابط خانواده شود.
اعتیاد به الکل و سایر مواد نیز با وقوع «زنا با محارم پنهان» همراه است.